# Силицид дикальция
Силицид дикальция — бинарное неорганическое соединение кальция и кремния с формулой Ca2Si, кристаллы.

## Получение
- Непосредственно из простых веществ с большим избытком кальция (в инертной атмосфере):

{\displaystyle {\mathsf {2Ca+Si\ {\xrightarrow {1000^{o}C}}\ Ca_{2}Si}}}

## Физические свойства
Силицид дикальция образует кристаллы кубической сингонии.

## Химические свойства
- Разлагается горячей водой:

{\displaystyle {\mathsf {Ca_{2}Si+6H_{2}O\ \xrightarrow {\ } \ 2Ca(OH)_{2}+SiO_{2}+4H_{2}}}}
- Реагирует с разбавленными минеральными кислотами.

{\displaystyle {\mathsf {3Ca_{2}Si+12HCl+5H_{2}O\ {\xrightarrow {\ }}\ 6CaCl_{2}+SiH_{4}+H_{2}Si_{2}O_{5}+8H_{2}}}}